# De la patience
De la patience (De patientia) est un ouvrage de Tertullien, dans lequel il valorise la vertu patience comme la capacité de supporter "avec douceur" les épreuves de la vie. Selon cette pensée, il faut repousser l'idée de rétribution vengeresse.